# Sina Diekmann
Sina Diekmann (* 5. Juni 1989) ist eine deutsche Fußballschiedsrichterin in der Frauen-Bundesliga.

## Werdegang
Diekmann legte ihre Schiedsrichterprüfung im Alter von 15 Jahren ab. Seit 2007 ist sie DFB-Schiedsrichterin, seit 2012 pfeift sie in der 2. Bundesliga der Frauen. 2014 folgte dann der Aufstieg in die Frauen-Bundesliga. Ihren ersten Einsatz hatte sie am 20. September 2014 mit der Partie MSV Duisburg gegen den SC Freiburg.
2017 wurde Diekmann FIFA-Schiedsrichterassistentin und kam so auch bei internationalen Spielen zum Einsatz. Am 10. Dezember 2024 gab der DFB bekannt, dass sie ab 2025 als Assistentin auf FIFA-Ebene ausscheidet, um sich auf die Tätigkeit als Schiedsrichterin in der Frauen-Bundesliga zu fokussieren. Diekmann kam bei 28 Länderspielen und 14 Europapokalspielen als Assistentin zum Einsatz.
Sie kam bereits zweimal als Assistentin im Finale des DFB-Pokals der Frauen zum Einsatz: Das erste Mal am 4. Juli 2020 im Gespann um Nadine Westerhoff bei der Partie VfL Wolfsburg gegen SGS Essen (4:2 i. E.). Das zweite Mal am 18. Mai 2023 im Team von Fabienne Michel bei dem Spiel VfL Wolfsburg gegen den SC Freiburg (4:1), bei dem der VAR erstmalig im deutschen Frauenfußball zum Einsatz kam.
Diekmann arbeitet als Projektmanagerin für Sport- und Wettbewerbsorganisation.